# Anacreonte Ávila de Araújo
Anacreonte Ávila de Araújo (Porto Alegre, 31 de enero de 1898 - 1973 ) fue un ingeniero agrónomo, botánico, agrostólogo, y profesor de la "Escola Técnica de Agricultura", Viamão, RS, brasileño. Trabajó en los "Serviços de Agricultura do Estado do Rio Grande do Sul".

## Algunas publicaciones

### Libros
- 1972. Melhoramento das pastagens: agrostologia rio-grandense. Coleção Técnica rural. 3ª ed. Sulina. 187 pp.

- 1971. Principais gramíneas do Rio Grande do Sul (agrostologia rio-grandense). Coleção Técnica rural. Ed. Sulina. 255 pp.

- 1967. Forrageiras para ceifa: capineiras, pastagens, fenação e ensilagem. Ed. Sulina. 154 pp.

- 1935. Diccionario brasileiro de forrageiras para corte. Bibliotheca agricola popular brasileira. Ed. "Chacaras e quintaes". 58 pp.

## Honores

### Epónimos
- (Fabaceae) Adesmia araujoi Burkart[2]

- La abreviatura «A.A.Araújo» se emplea para indicar a Anacreonte Ávila de Araújo como autoridad en la descripción y clasificación científica de los vegetales.[3]